# ドナルド・トランプの弾劾
ドナルド・トランプの弾劾（英語: Impeachment of Donald Trump)は、第45代アメリカ大統領のドナルド・トランプに対して行われた弾劾である。弾劾は2019年と2021年の2回行われた。

## 2019年
2019年に行われたものは、ドナルド・トランプ米国大統領のウクライナ疑惑に起因するものである。
下院は2019年12月18日にトランプ大統領を「権力の乱用（ABUSE OF POWER）」と「議会妨害（OBSTRUCTION OF CONGRESS）」したとして弾劾訴追する決議案を可決した。採決は、権力の乱用が賛成230(民主党229、無所属1)、反対197（民主党2、共和党195）、議会妨害が賛成229(民主党228、無所属1)、反対198（民主党3、共和党195）であった。
上院における弾劾裁判は、翌年の2020年に行われたが、2020年2月5日の上院での最終投票の結果、権力の乱用が有罪48(民主党45、無所属2、共和党1)、無罪52（共和党52）、議会妨害が有罪47(民主党45、無所属2)、反対53（共和党53）、でいずれも有罪とするに必要な3分の2の多数に達せず無罪となった。権力の乱用についての評決の際、ミット・ロムニー議員が造反し、共和党で唯一の弾劾賛成票を投じた。

## 2021年
下院は2021年1月13日に合衆国議会議事堂の襲撃において「反乱を扇動（INCITEMENT OF INSURRECTION）」したとして弾劾訴追する決議案を賛成232(民主党222、共和党10)、反対197(共和党197)で可決した。10人の共和党議員が賛成に票を投じた。これによってトランプ大統領は任期中に2度弾劾訴追された史上初の大統領となった。
弾劾裁判は、2021年2月9日に開始される旨、米上院与野党が合意した。すでにトランプ大統領は、1月20日に任期が満了しているが、弾劾訴追は継続する。
2021年2月13日の上院での最終投票の結果、有罪57(民主党48、無所属2、共和党7)、無罪43（共和党43）、となり、共和党から7名の議員が有罪に投票し、有罪が過半数を上回るものの有罪とするに必要な3分の2の多数に達せず無罪となった。